# Praha 14 (1949–1960)

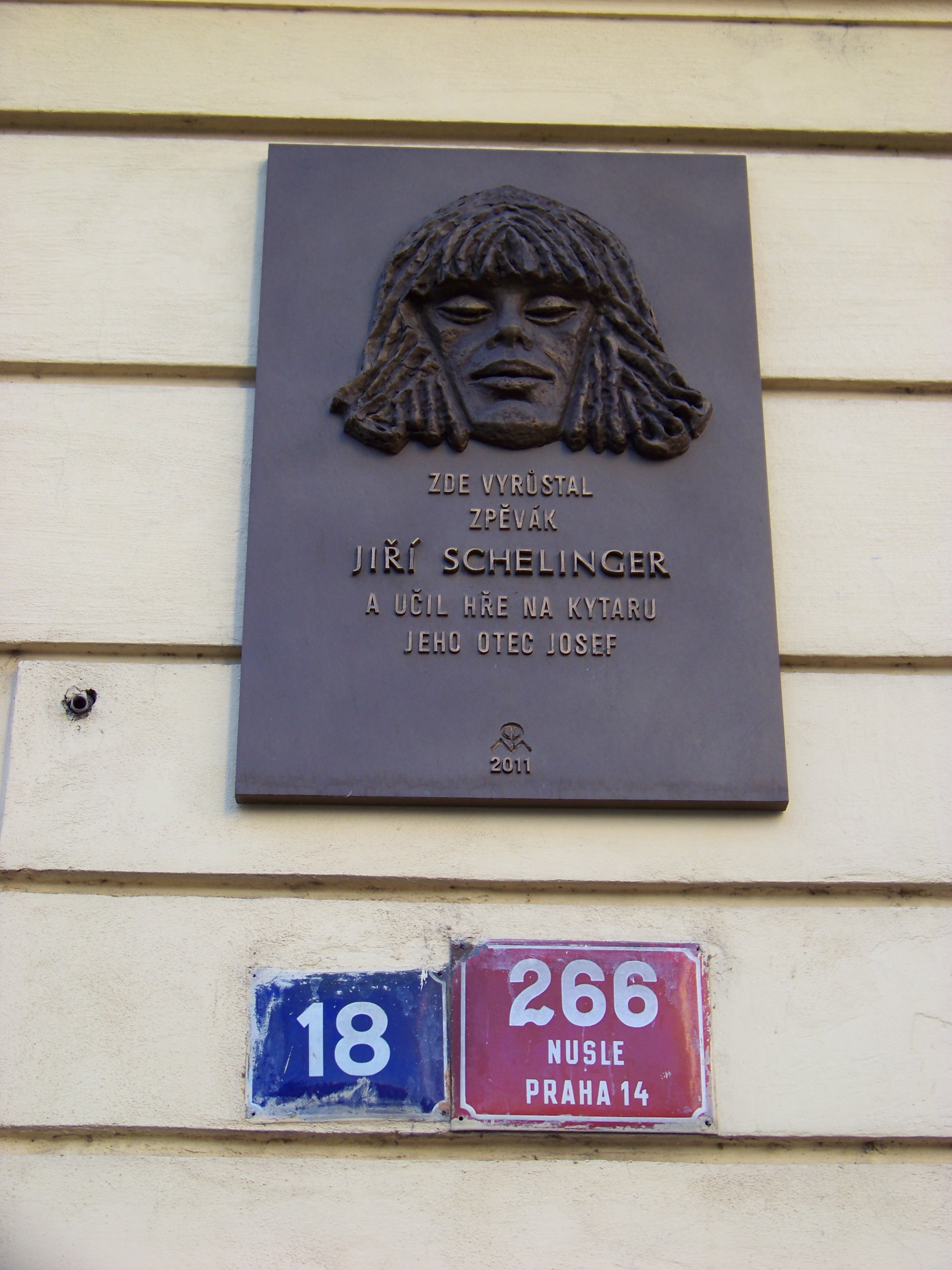
Označení obvodu v Čestmírově ulici v Nuslích

Praha 14 bylo v letech 1949–1960 označení městského obvodu hlavního města Prahy, který zahrnoval část Nuslí, část Michle, část Krče, část Lhotky (včetně části Nových Dvorů; podle některých zdrojů celé území Lhotky) a část Hodkoviček (tu některé zdroje nezmiňují). V době vzniku měla Praha 14 celkem 90 193 obyvatel.[zdroj?]
Základem pro vznik obvodu Praha 14 byl dosavadní obvod Praha XIV (od roku 1947 nazvaný Praha XIV – Nusle), který vznikl jako volební a samosprávný obvod k 17. lednu 1923 na základě vládního nařízení č. 7/1923 Sb. a zahrnoval celé čtvrti Nusle, Michle a Krč. Obvod Praha 14 vznikl k 1. dubnu 1949, kdy byla Praha vládním nařízením č. 79/1949 Sb. rozčleněna novou správní reformou na 16 městských obvodů číslovaných arabskými číslicemi. Od obvodu Praha XIV se jeho vymezení liší tím, že část Nuslí (Nuselské údolí) připadla do nového novoměstského obvodu Praha 2, část Michle (Bohdalec) k obvodu Praha 13 (vzniklému rozšířením dosavadního obvodu Praha XIII - Vršovice) a část Krče byla připojena k obvodu Praha 15 (vzniklému modifikací obvodu Praha XV - Braník) – převážně z dosavadního obvodu Praha XV byly také do obvodu Praha 14 přeřazeny části Hodkoviček včetně částí Lhotky a Nových Dvorů.  Od 11. dubna 1960 zákon č. 36/1960 Sb. vymezil v Praze 10 obvodů, přičemž území dosavadních obvodů Praha 14 a Praha 15 se stalo jádrem nového obvodu Praha 4. Zákon č. 418/1990 Sb., o hlavním městě Praze, s účinností od 24. listopadu 1990 a poté znovu Statut hlavního města Prahy (vyhláška hl. m. Prahy č. 55/2000 Sb. HMP) s účinností od 1. července 2001 zařadily příslušnou část Nuslí, Michli, Krč, Lhotku včetně Nových Dvorů a Hodkovičky městské části Praha 4, nověji vzniklé katastrální území Kamýk připadlo k modřanské městské části Praha 12. 